# Friedrich Wilhelm Klumpp
Friedrich Wilhelm Klumpp (* 30. April 1790 in Reichenbach; † 12. Juli 1868 in Stuttgart) war ein deutscher Pädagoge.

## Leben
Friedrich Wilhelm Klumpp, bekannt als Verteidiger des Realismus im Jugendunterricht, widmete sich theologischen Studien und wurde 1821 als Gymnasialprofessor nach Stuttgart berufen, wo er bald auch einen Turnplatz eröffnete.
Aufsehen erregte seine Streitschrift: Die gelehrten Schulen, nach den Grundsätzen des wahren Humanismus und den Anforderungen der Zeit (Stuttgart 1829–30, 2 Bde.).
In ihr verlangt er, dass die sprachliche Erstausbildung nur in der Muttersprache geschehen soll. Ihr folgt der Fremdsprachenunterricht, der vom 10.–14. Lebensjahr für Realisten und Humanisten noch derselbe sein soll.
Erst dann, mit der Berufswahl, sollen sich beide voneinander trennen. Nachdem er in dem ihm vom König zur Errichtung einer Erziehungsanstalt eingeräumten Lustschloss Stetten selbst mit seinen Grundsätzen die Probe gemacht, näherte er dieselben allmählich wieder der bestehenden Tradition.
In dieser modifizierten Gestalt haben sie wesentlich auf die Einrichtung der Gelehrtenschulen (Schulplan von 1845) und der Realschulen (Über die Errichtung von Realschulen, Stuttgart 1836) Württembergs eingewirkt, zumal seitdem Klumpp 1849 in die Oberstudienbehörde berufen worden war.
In dieser Stellung machte sich Klumpp unter anderem verdient um Einführung des Turnunterrichts an den Schulen und Errichtung der Turnlehrerbildungsanstalt. Auch bearbeitete er die 3. Auflage von Guts Muths’ Gymnastik (Stuttgart 1847).

## Schriften (Auswahl)
- Eine Selbstbiographie. Baedeker, Essen [Druck] 1838 (Digitalisat).